# Stenochilus hobsoni
Espèce
Synonymes
- Stenochilus raudus Simon, 1884

Stenochilus hobsoni est une espèce d'araignées aranéomorphes de la famille des Stenochilidae.

## Distribution
Cette espèce se rencontre en Inde au Tamil Nadu, en Andhra Pradesh, au Karnataka et au Maharashtra et en Irak,.

## Description
Les mâles décrits par Platnick et Shadab en 1974 mesurent de 4,82 à 7,42 mm et les femelles de 5,67 à 6,62 mm.

## Systématique et taxinomie
Cette espèce a été décrite par O. Pickard-Cambridge en 1871.
Stenochilus raudus a été placée en synonymie par Platnick et Shadab en 1974.

## Étymologie
Cette espèce est nommée en l'honneur de Julian Hobson des H.M. Staff Corps.

## Publication originale
- O. Pickard-Cambridge, 1871 : « On some new genera and species of Araneida. » Proceedings of the Zoological Society of London, vol. 1870, p. 728-747 (texte intégral).